# Peter Racine Fricker
Peter Racine Fricker (Ealing, 5 september 1920 – Santa Barbara (Californië), 1 februari 1990) was een Britse componist, een van de eersten die zijn carrière volledig na de Tweede Wereldoorlog vestigde. Hij woonde de laatste dertig jaar van zijn leven in de Verenigde Staten. Fricker schreef meer dan 160 werken in alle belangrijke genres, behalve opera. Hij was een afstammeling van de Franse toneelschrijver Jean Racine.

## Biografie
Fricker werd geboren in Ealing, Londen en studeerde compositie bij R.O. Morris, orgel bij Ernest Bullock en piano bij Henry Wilson aan het Royal College of Music. Na tijdens de Tweede Wereldoorlog bij de Royal Air Force te hebben gediend, volgde Fricker een studieperiode bij Mátyás Seiber aan het Morley College. Tijdens de oorlog diende hij bij de Royal Air Force als radio-operator en in 1943 trouwde hij met (Audrey) Helen Clench, een Tsjechische pianiste, die bij hem was geweest bij het RCM. Na de oorlog werd Fricker professor compositie aan de RCM en in 1952 werd hij muziekdirecteur aan het Morley College, waar hij Michael Tippett opvolgde.
Zijn Wind Quintet (1947) trok veel aandacht en ook zijn First String Quartet (1947) en First Symphony (1949) werden goed ontvangen. Er volgden nog vier symfonieën (1951, 1960, 1966, 1976), die tot zijn meest gewaardeerde werken behoren. Andere werken zijn onder meer Paseo voor gitaar (1969), Sinfonia in Memoriam Benjamin Britten (1977), twee vioolconcerten (1950, 1954), koor- en kamerwerken (waaronder de sonate voor cello en piano uit 1956, twintig jaar later opgenomen voor L'Oiseau Lyre van Julian Lloyd Webber en John McCabe) en werken voor piano en orgel. Qua stijl verschilde zijn muziek aanzienlijk van de reguliere Engelse school uit het midden van de 20e eeuw. In plaats van de lyrische, door volksliederen beïnvloede traditie van Gustav Holst, Ralph Vaughan Williams en anderen te volgen, schreef hij muziek die chromatisch, contrapuntisch en scherp was - meer verwant aan Arnold Schönberg, Béla Bartóken Paul Hindemith dan aan zijn Engelse tijdgenoten. In tegenstelling tot Schönberg liet hij de tonaliteit echter nooit in de steek en werkte hij liever in een dissonant idioom met een tonale basis - een positie die als conservatief wordt beschouwd in het muzikale milieu van de jaren 1950 en 1960.
Fricker werd in 1964 gasthoogleraar muziek aan de Universiteit van Californië - Santa Barbara en verhuisde het jaar daarop met zijn vrouw naar Goleta, Santa Barbara (Californië). Zes jaar later bekleedde hij een vaste aanstelling aan deze universiteit. In 1970 werd hij voorzitter van de afdeling Muziek en in 1979 werd hij benoemd tot facultaire onderzoeksdocent, de hoogste academische onderscheiding die de universiteit haar faculteit toekent. Hij onderhield echter banden met het Verenigd Koninkrijk en Europa via de International Society for Contemporary Music en de Composers' Guild of Great Britain. Van 1984 tot 1986 was hij voorzitter van het Cheltenham International Festival of Music and Literature in Engeland. Hij bleef grootschalige werken componeren, waaronder zijn Vierde en Vijfde symfonieën, het oratorium Whispers at these Curtains op 88 (1984) met John Donne en het Concerto for Orchestra, gecomponeerd voor het festival van 1986. Zijn laatste orkestwerk Walk by Quiet Waters (1988) werd geschreven voor het Santa Barbara Symphony Orchestra, waarvoor hij composer in residence was geworden. 

## Overlijden
Peter Racine Fricker overleed in februari 1990 op 69-jarige leeftijd aan de gevolgen van keelkanker.

## Discografie
- Symphony No. 2 (met Robert Simpson Symphony No. 1 / Robin Orr Symphony in One Movement). Royal Liverpool Philharmonic Orchestra / Sir John Pritchard, EMI Classics, november 2002 (heruitgave van 2 lp's, de eerste koppeling van Fricker en Simpson.)
- Violin Sonatas 1 (1950) en 2 (1987) (met Alan Rawsthorne/Vaughan Williams violin sonatas). Susanne Stanzeleit (viool) / Julian Jacobson (piano) Cala Records, september 2000
- A Babe is Born (Choral piece) op Hodie: An English Christmas Collection. The Sixteen / Harry Christophers Coro Records oktober 2001
- Cello Sonata (Julian Lloyd Webber en John McCabe, Lyrita, February 2009 – heruitgave van een 1977 l'Oiseau Lyre lp)
- O Mistress Mine, voor stem met gitaarbegeleiding, Sir Peter Pears, Julian Bream, RCA Victor (1996)
- Violin Concerto, Op.11, F28 (1949–50) (Yfrah Neaman, viool; Norman Del Mar dirigeert het Royal Philharmonic Orchestra) (2008 Lyrita heruitgave van een 1974 Argo lp)
- The Vision of Judgement (Manning/Tear/Groves/Royal Liverpool Philharmonic Orchestra/Leeds Festival Chorus) en Symphony No. 5 (Weir/Davis/BBC Symphony Orchestra) – Lyrita, 2016.

Hier volgt een selectieve lijst ook van de volgende opnamen, die niet langer beschikbaar zijn - of althans nog niet opnieuw zijn uitgegeven.
- String Quartet No.2, Op.20, F46 (1952–53) (Amadeus Quartet, Argo lp, ca.1963, gekoppeld aan Benjamin Britten's 2nd String Quartet.) (OCLC 26881426)
- Symphony No.5 met orgel, Op.74, F153 (1976) (waarschijnlijk Gillian Weir/Sir Colin Davis/BBC Symphony, die 5 mei 1976 in première ging; op een Aries lp, waarbij de lijst met artiesten meestal wordt vervangen, hoewel de dirigent wordt gegeven als Ernest Weir.) OCLC 7804255
- Wind Quintet, Op.5, F11 (1947) (opgenomen bij Argo, 1962, door het Brain Quintet – vernoemd naar Dennis Brain)

### Werken
- 1958: Oratorio, The Vision of Judgement
- 1949: Symphony No. 1
- 1951: Symphony No. 2
- 1960: Symphony No. 3
- 1966: Symphony No. 4
- 1976: Symphony No. 5
- 1986: Concerto for Orchestra
- 1950: Concerto No. 1 for Violin and Small Orchestra
- 1950: Concertante for Cor Anglais and Strings
- 1951: Concertante No. 2 for three pianos, strings and timpani
- 1953: Concerto for Viola and Orchestra
- 1954: Concerto for Piano and Small Orchestra
- 1954: Concerto No. 2 for Violin and Orchestra (Rapsodia Concertante)
- 1989: Concerto No. 2 for Piano and Orchestra
- 1948: String Quartet No. 1
- 1953: String Quartet No. 2
- 1976: String Quartet No. 3
- 1950: Violin Sonata No. 1
- 1987: Violin Sonata No. 2

[Gedeeltelijke lijst, volledige catalogus is online te vinden op de Universiteit van California, Santa Barbara Library]
- Bibsys: 1083179
- Bibliothèque nationale de France: cb16912455m (data)
- CiNii: DA08211597
- Gemeinsame Normdatei: 12118739X
- International Standard Name Identifier: 0000 0001 1442 1250
- Library of Congress Control Number: n81112082
- MusicBrainz: e861fcc9-8757-46c5-a1bc-b383fb5a3699
- Nationale Bibliotheek van Tsjechië: jx20130110003
- Nationale bibliotheek van Australië: 35805970
- Nationale Bibliotheek van Israël: 987007599360905171
- Nationale Bibliotheek van Polen: a0000003335844
- Nederlandse Thesaurus van Auteursnamen: 074920588
- Réseau des bibliothèques de Suisse occidentale: 02-A003264206
- SNAC: w66h63jj
- Système universitaire de documentation: 123189977
- Trove: 1095686
- Virtual International Authority File: 37767238
- WorldCat: E39PBJjxvWBKKG4WHMgqBgTrbd